# Peter Schenk der Ältere

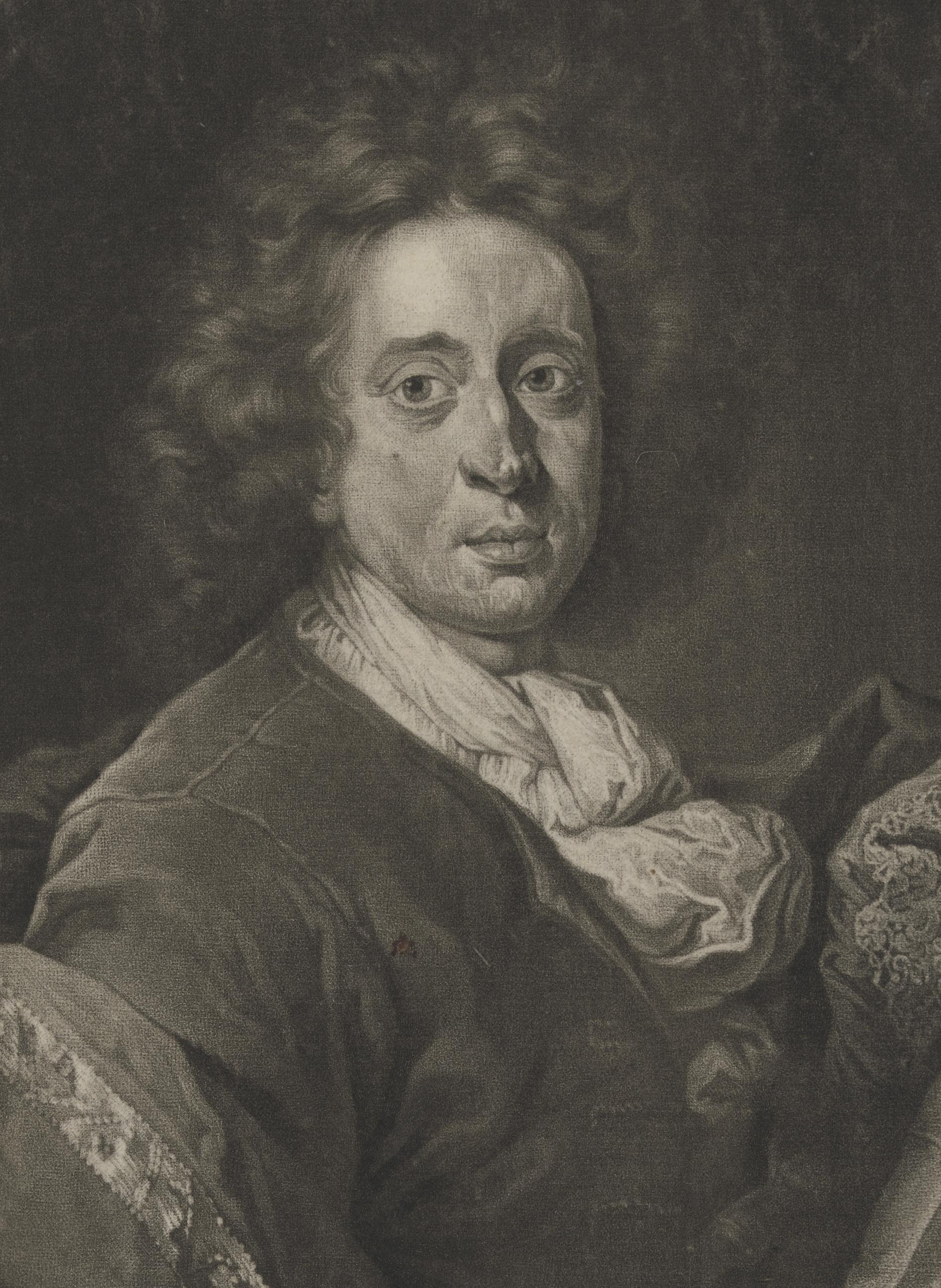
Peter Schenk 1697

Peter Schenk der Ältere (* 26. Dezember 1660 in Elberfeld (heute zu Wuppertal); † 1711 in Leipzig) war ein deutscher Kupferstecher und Kartograf.
Der Kupferstecher und Kartenverleger Petrus Schen(c)k (auch Pieter, Peter) zog um 1684 aus dem Wuppertal nach Amsterdam und wurde Schüler von Gerard Valck (1652–1726), spezialisiert in Schabkunst. 1687 heiratete er Agatha Valck, die Schwester seines Lehrers. Schenk zeichnete mehrere Amsterdamer Bürgermeister, wie z. B. Nicolaes Witsen. Mit seinem Schwager kaufte er im Jahr 1694 ein Teil der Druckplatten der Firma Johannes Janssonius; Frederik de Wit kaufte sich ein anderes Teil. Erst dann fing die Firma an, Karten herauszubringen.
Schenk lebte bis 1700 im Jordaan. Mit seiner Frau hatte er sechs Kinder, die alle in der Westerkerk getauft wurden. Dann zog er entweder zum Dam, wo Valck seinen Verlag hatte, aber es kann auch sein, dass Schenk, der mehrere Male die Leipziger Messe besuchte und einen Laden in der Petersstraße in Leipzig eröffnete, sich dort niederließ. Er muss auch die brandenburgische Residenzstadt Berlin besucht haben, da mehrere Grafiken von seiner Hand Berliner Motive zeigen, darunter auch ein Stich des Berliner Stadtschlosses mit der älteren Berliner Domkirche. 1708 war er jedenfalls wieder in Amsterdam, wo er als Taufpate genannt wird.
Bis zu seinem Tode 1711 gab er zahlreiche Karten und Bilder heraus. Es ist unbekannt, wann und wo Schenk begraben worden ist, aber seine Witwe reiste zurück nach Amsterdam.
Sein Sohn Peter Schenk der Jüngere war ebenfalls ein bekannter Kartograf. Johannes Schenck, der Musiker und Komponist, von dem Peter Schenk ein Porträt malte, war offenbar nicht sein Bruder.

## Werke (Auswahl)

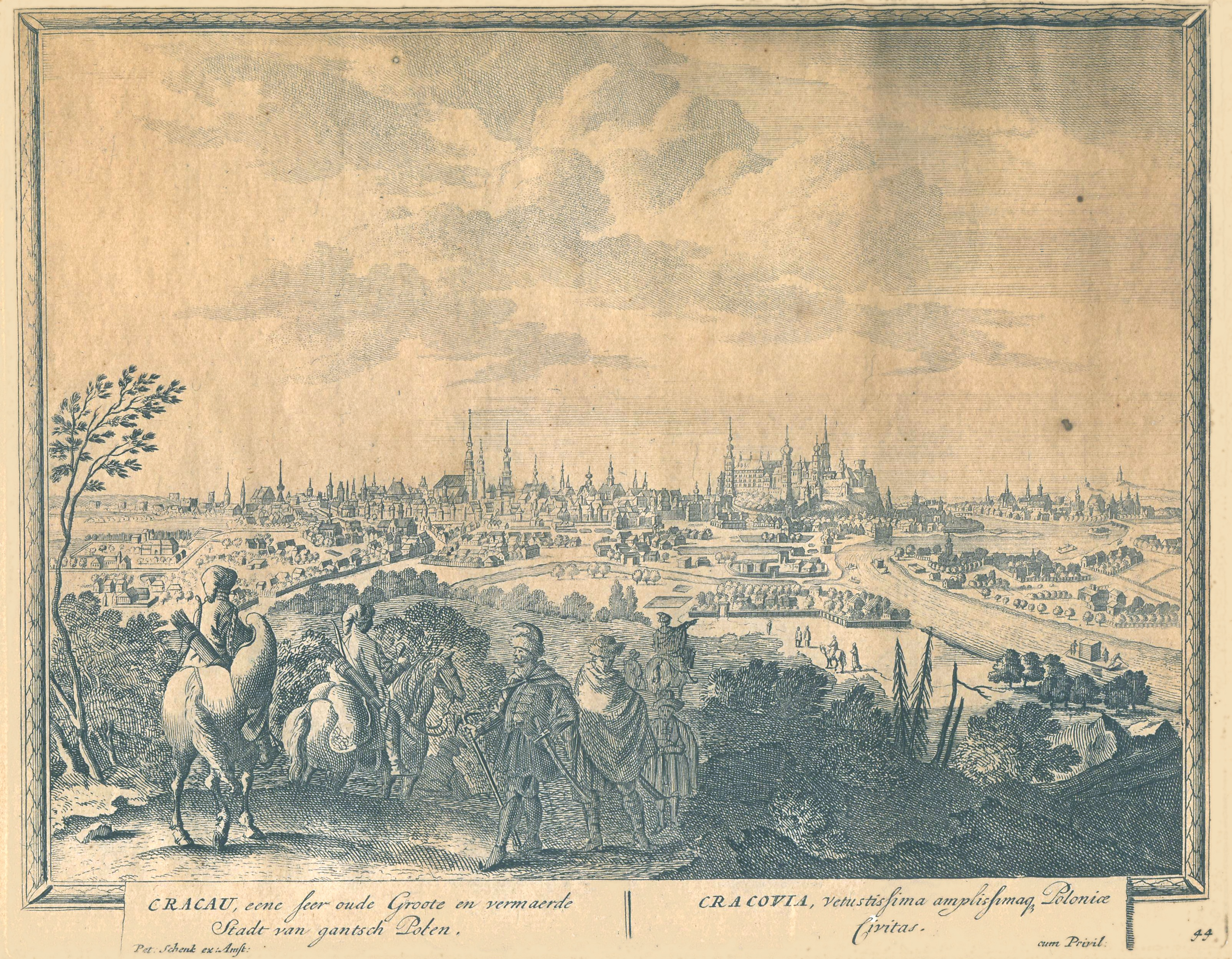
Krakau, Kupferstich von Peter Schenk

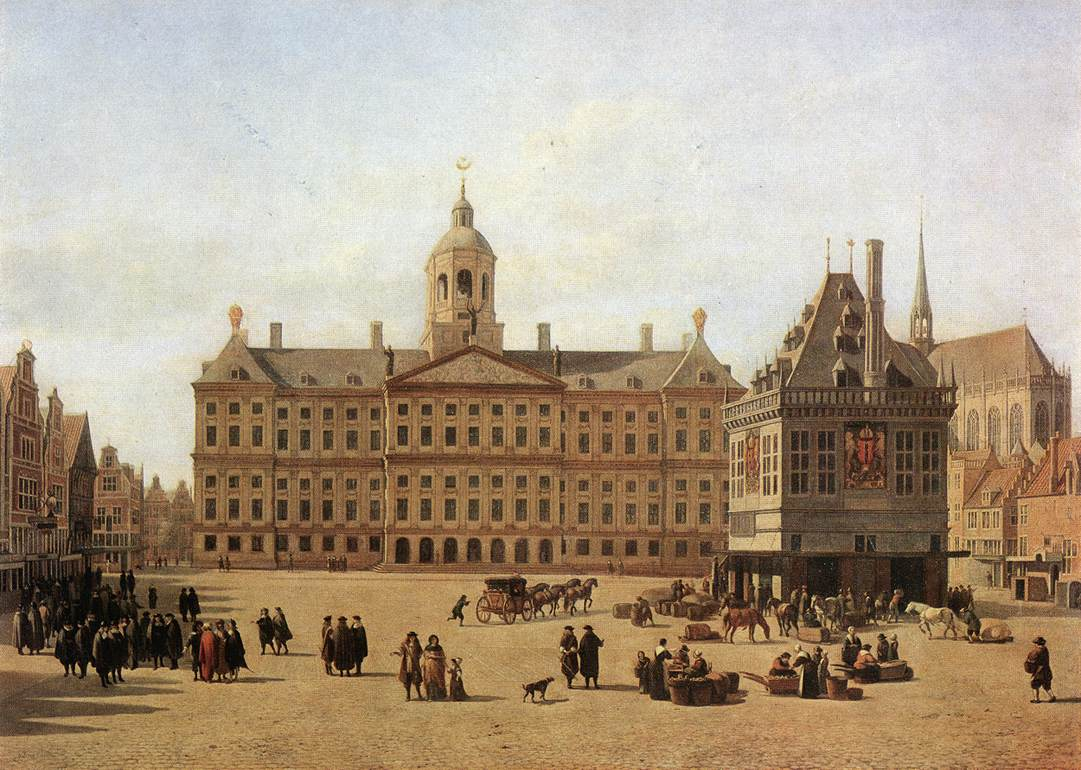
Das Stadhuis auf dem Platz de Dam. Irgendwo links war der Verlag. Gemälde von Gerrit Adriaenszoon Berckheyde (1638–1698)

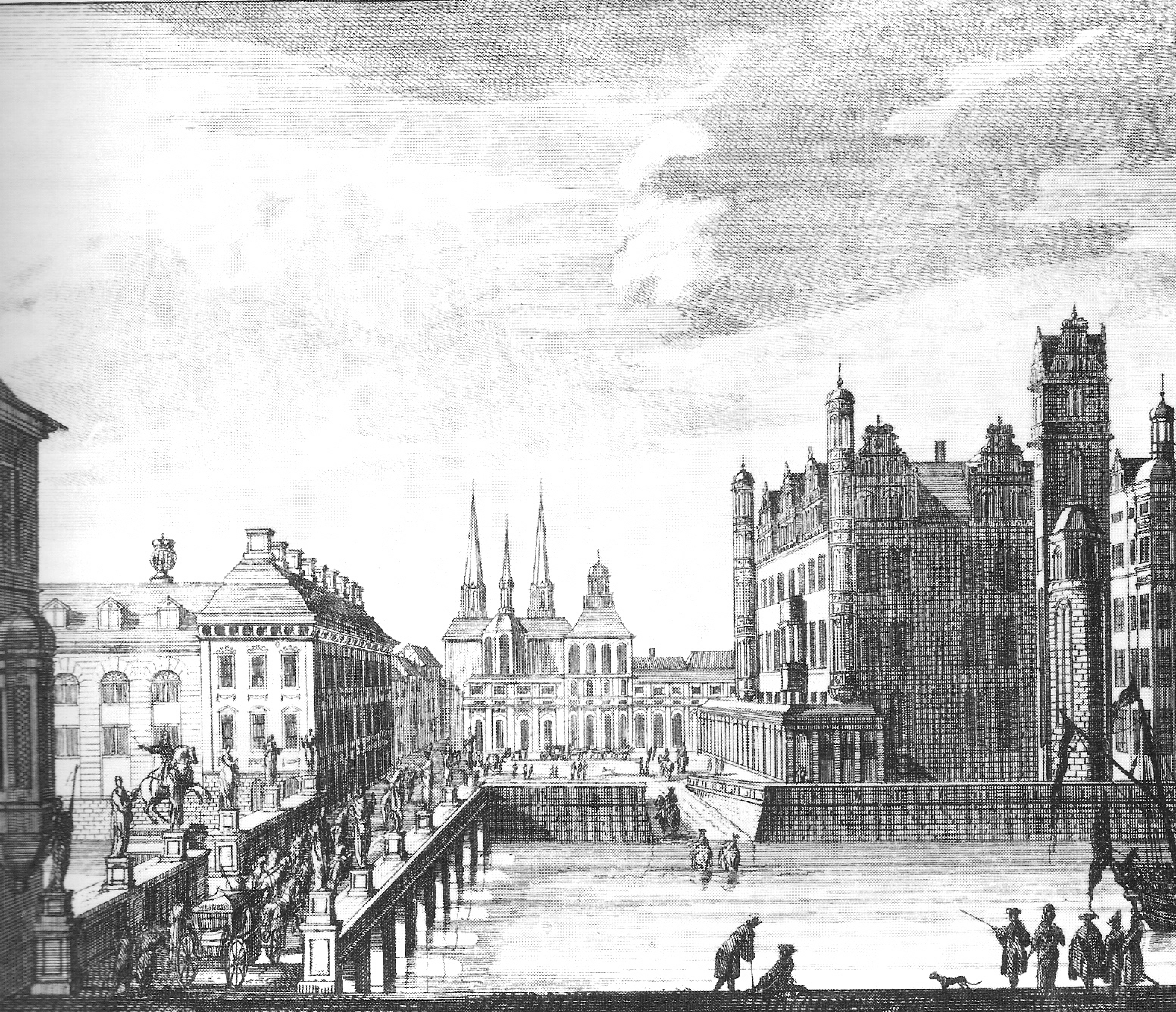
Der Schlossplatz in Berlin mit der Langen Brücke (links), der älteren Domkirche (Mitte) und dem Stadtschloss (rechts). Stich von Peter Schenk, um 1700

- Europa excultissima. Amsterdam, ca. 1700, urn:nbn:de:hbz:061:1-80001.
- Nova et accurata Belgii Hispanici Gallicique tabula. 2. Auflage, Amsterdam, ca. 1700, urn:nbn:de:hbz:061:1-80016.
- [Les E]tats de L'Empire du Grand Seigneur des Turcs [En]Europe, En Asie, et En Afrique. â Amsterdam, [ca. 1700] (urn:nbn:de:hbz:061:1-1001851)
- Africa elaboratissima. Amsterdam, um 1700, urn:nbn:de:hbz:061:1-79986.
- America septentrionalis novissima. America Meridionalis accuratissima. Amsterdam, um 1700, urn:nbn:de:hbz:061:1-79974.
- Exactissima Ducatus Geldriae Tabula . [ca. 1700] (urn:nbn:de:hbz:061:1-1002102)
- Asia accuratissime descripta : ex omnibus, quae hactenus extiterunt imprimis viri ampliss(imi) Nicolai Witsen, consulis Amstelaedamensis exactissimis delineationibus. Amsterdam, ca. 1700, urn:nbn:de:hbz:061:1-79992.
- Superioris ac inferioris Bavariae tabula elegantissima atque exactißima quippe ei annexae tegiones, ditiones, ac praefecturae finitimae. Amsterdam, ca. 1700, urn:nbn:de:hbz:061:1-80140.
- Continentis Italiae pars australior, sive regnum Neapolitanum Hispaniae obediens, subdivisum in suos districtus, terras, atque principatus, quibus adjectae Sicilia, in valles tripartitae et contra Turcas ejus propugnaculum Malta insula. Amsterdam, ca. 1703, urn:nbn:de:hbz:061:1-31227.
- Atlas contractus sive mapparum geographicarum Sansoniarum auctarum et correctarum nova congeries. Schenk, Amsterdam 1703, urn:nbn:de:hbz:061:1-80561.
- Corona Portugalliae et Algarbiae, veteris Hispaniae quondam pars, quae Lusitania audiit: iam amplior, hic suas in provincias et dioeceses noviter distributas. Amsterdam, 1703, urn:nbn:de:hbz:061:1-80186.
- Les Estats De Savoye, Piemont, et le Comté de Nice. a Amsterdam, 1703 (urn:nbn:de:hbz:061:1-1001563)
- Friderico Augusto Vere Augusto Polon., Lithuan., Borus., Pomer., Regi, Duci, Principi Saxon. Utr. Duci, S. Imp. Elect. Haec Imperii Sui Regna D. D. D. : Divisum in suos Dioeceses Nidrosiensem, Bergensem, Opsloensem, et Stavangriensem et Praefecturam Bahusiae Quae et Sont Subdivisae in Caeteras partes minores / P. Schenkius Sculpt.. Amstelodami , [ca. 1705] urn:nbn:de:hbz:061:1-1001686.
- Pars inferior Principatus Languedoci, Provinciae, Delphinatus, Tractus Lugdunensis, Aquitaniae et Vascniae, cum desdcriptione limitum Principat. Pedemontii; Comitatus Nicae, et Ducatus Montferatensis, novissime in lucem emissa. / Apud Petrum Schenk cum Privil. [Amsterdam], 1707, urn:nbn:de:hbz:061:1-1001513.
- Galliae Regnum In Omnes Suas Provincias Accurate Divisum = La France. Norimbergae, 1709, urn:nbn:de:hbz:061:1-1002281.
- Treffen by Carpi. den 10 Jul. 1701. Amsterdam, 1712, urn:nbn:de:hbz:061:1-80454.
- Treffen by Chiari, den ersten September 1701. Amsterdam, 1712, urn:nbn:de:hbz:061:1-80444.
- Superioris atque inferioris Alsatiae. Tabula perquam accurata et exacta; proximis regionibus iucunde huic insertis, annexisque. Amsterdam, um 1715, urn:nbn:de:hbz:061:1-80239.
- Schouwburgh van den oorlog, beginnende van Koning Karel II. tot op Koning Karel III. Amsterdam : Schenk, 1716–1726, urn:nbn:de:hbz:061:1-70576.